# Ioan Mormăilă
Ioan Mormăilă (n. 28 ianuarie 1870, Șimand, județul Arad – d. secolul XX, Șimand, județul Arad) a fost un deputat în Marea Adunare Națională de la Alba Iulia, organismul legislativ reprezentativ al „tuturor românilor din Transilvania, Banat și Țara Ungurească”, cel care a adoptat hotărârea privind Unirea Transilvaniei cu România, la 1 decembrie 1918 :p. 90.

## Biografie
A urmat școala primară, fiind agricultor, dar și primar în Șimandul de Jos.:p. 90.  

## Activitatea politică
Ca deputat în Adunarea Națională din 1 decembrie 1918, Ioan Mormăilă a fost delegat al Cercului electoral Sântana din județul Arad :p. 90.